# Vương cung thánh đường Święta Lipka
Đền thánh Święta Lipka (tiếng Ba Lan: Sanktuarium w Świętej Lipce; tiếng Đức: Heiligelinde), tiếng Anh được gọi là Holy Linden, là một vương cung thánh đường Công giáo La Mã nằm tại làng Święta Lipka, ở phía đông bắc Ba Lan. Nơi đây là một điểm hành hương và cũng là một đền thánh dành riêng cho Đức Trinh Nữ Maria. Vương cung thánh đường được xây dựng vào cuối thế kỷ 17 và là một trong những công trình mang phong cách Baroque điển hình nhất ở Ba Lan và trên toàn thế giới. Ngoài ra, nhà thờ còn nổi tiếng với cây đại phong cầm, được cho là nhạc cụ tinh xảo nhất từng được chế tạo.

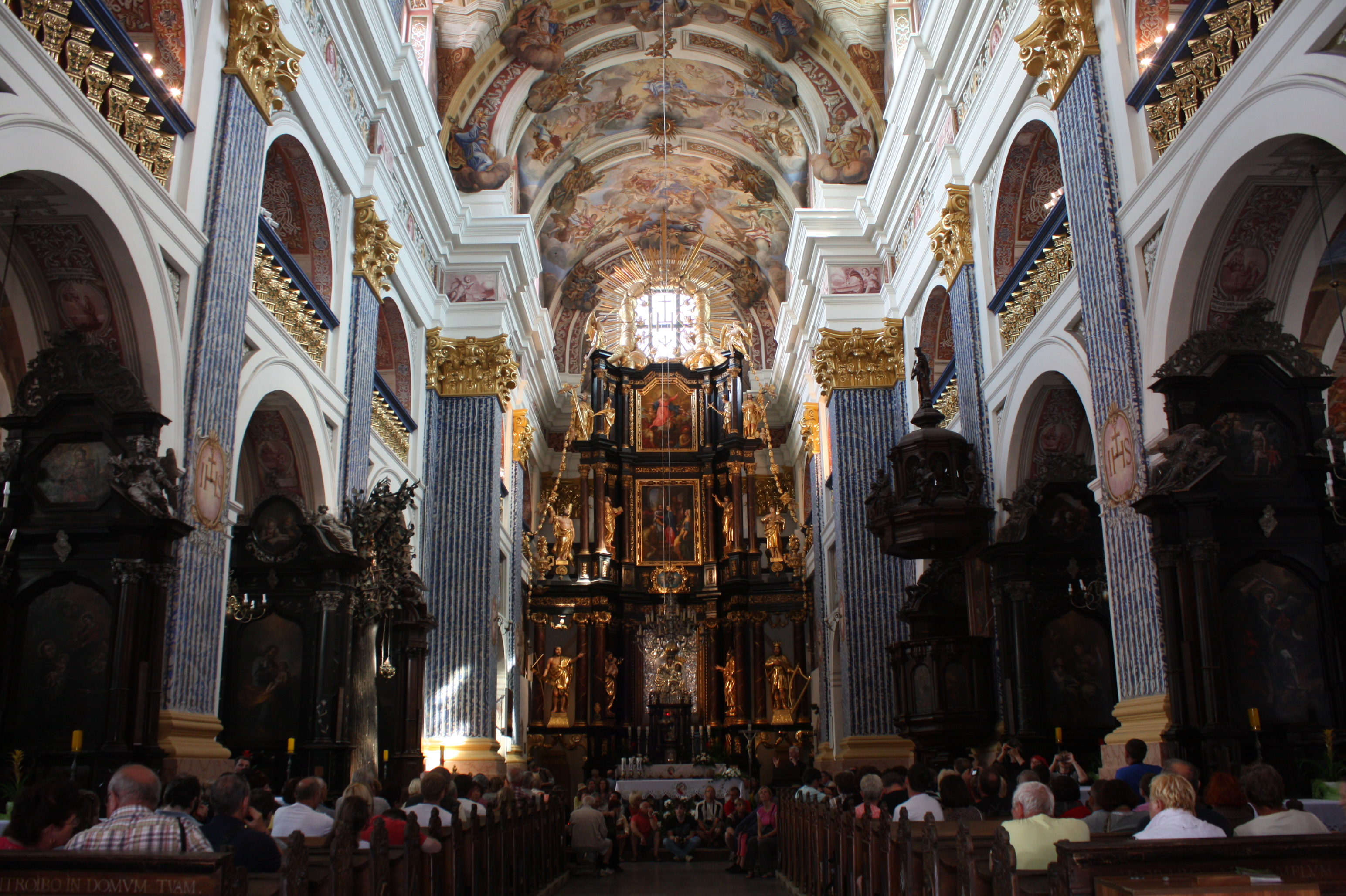
Bàn thờ chính điện với trần mái vòm được vẽ công phu

## Vương cung thánh đường
Vương cung thánh đường được thành lập bởi Hội Thánh Dòng Tên còn việc xây dựng thì do Hồng y người Ba Lan, Michał Stefan Radziejowski khởi xướng vào năm 1688. Lễ tôn phong hiển thánh của đền thánh được diễn ra vào ngày 15 tháng 8 năm 1693. Do số lượng người hành hương về đền thánh ngày càng đông nên thánh đường đã được cơi nới mở rộng đáng kể trong suốt nhiều năm. Một hành lang có mái vòm và cột (cloister) đã được xây thêm vào năm 1708, khiến cho tổng thể kiến trúc đền thánh trông càng vững chãi hơn. Chính điện bên trong vương cung thánh đường đã phải mất hơn 50 năm mới có thể hoàn thiện đến từng chi tiết cầu kỳ và tinh xảo. Để tạo nên một vương cung thánh đường lộng lẫy như ngày hôm nay, đã phải có rất nhiều bàn tay quyên góp của những quý tộc giàu có và những vị vua sùng đạo như vua Władysław IV Vasa, hoàng hậu Marie Casimire hay như vua Stanisław Leszczyński và hoàng hậu Catherine Opalińska.

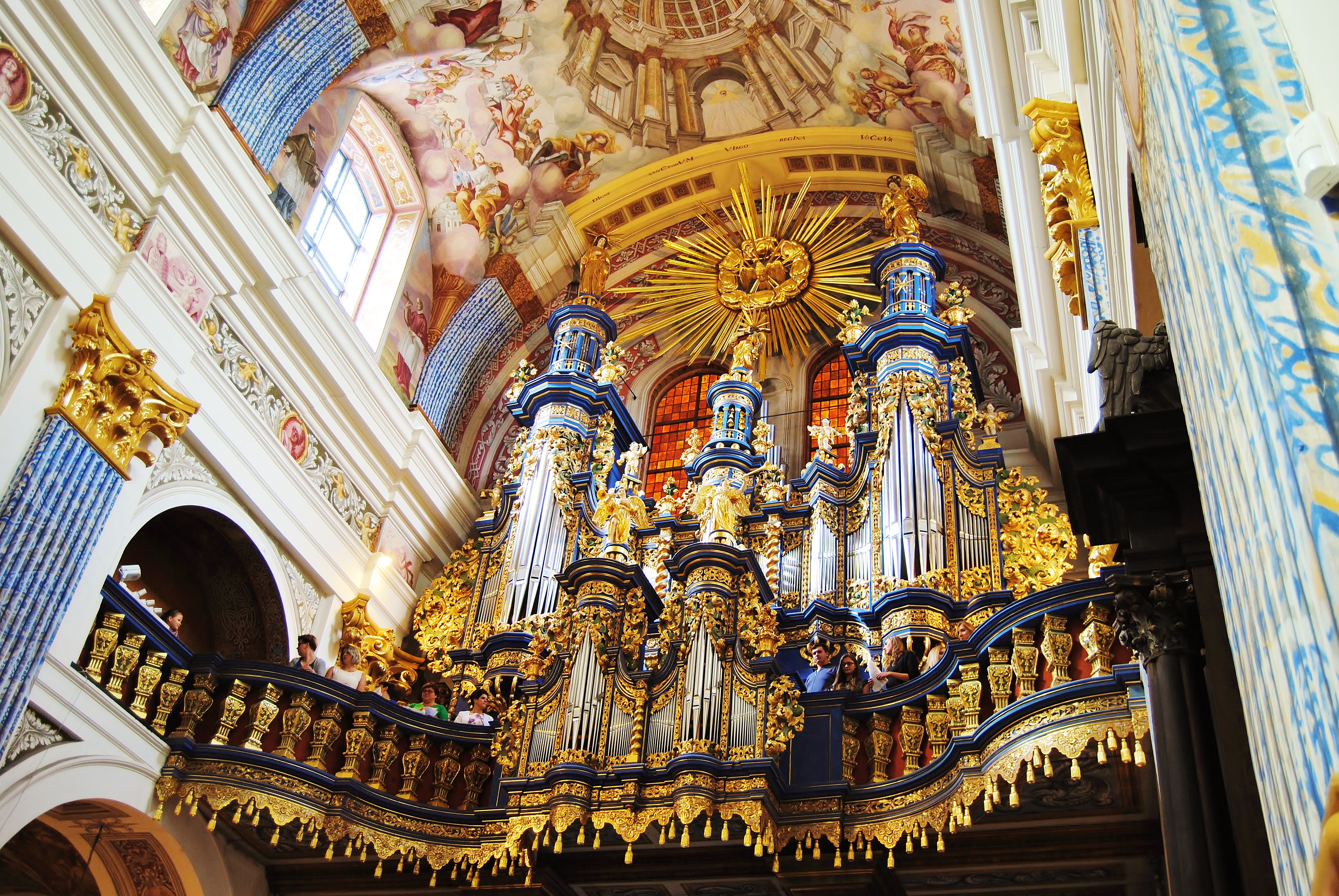
Cây đại phong cầm của vương cung thánh đường

Bàn thờ chính điện được làm từ năm 1712 đến năm 1714 bởi các nhà điêu khắc điệu nghệ nhất tại Ba Lan thời bấy giờ. Bàn thờ gồm ba phần chính được trang hoàng bởi các bức tượng mạ vàng của các thánh tử vì đạo. Sau chiến thắng trong trận Viên, vua Jan III Sobieski đã tặng cho các tu sĩ Dòng Tên tại đền thánh một bức họa để trang hoàng thêm cho bàn thờ chính điện. Những nét vẽ công phu và đẹp mắt trên trần mái vòm của điện thánh được hoàn thiện vào năm 1727. Những bức bích họa này minh họa hình ảnh của Thánh Casimir và Thánh Hedwig xứ Silesia.
Báu vật và cũng là điểm nhấn của vương cung thánh đường chính là cây đại phong cầm được chế tác từ năm 1719 đến năm 1721 bởi Johann Josua Mosengel. Khi chơi đàn, các tác phẩm điêu khắc được trang hoàng xung quanh chiếc đàn cũng sẽ chuyển động theo. Điều này khiến cho cây đại phong cầm trở thành một trong những nhạc cụ độc đáo nhất từng được chế tạo. Năm 1944, cây đàn bị hỏng nhưng sau đó đã được sửa chữa ngay.
Sau khi Ba Lan và Litva bị phân chia vào thế kỷ 18, người Phổ đã đẩy các tu sĩ Dòng Tên ra khỏi vương cung thánh đường. Năm 1932, các tu sĩ đã được trở về tu viện. Sau chiến tranh Thế giới thứ Hai, khi Warmińsko-Mazurskie thuộc về lãnh thổ của Ba Lan theo Hiệp định Potsdam, thì làng Święta Lipka cùng với tu viện Jasna Góra đã trở thành một thánh địa quan trọng của Ba Lan, đặc biệt là làng Święta Lipka bởi nơi đây có điển hình của kiểu kiến trúc và nghệ thuật Baroque.